# توم روسيل
توم روسيل (بالإنجليزية: Tom Roussel)‏ هو لاعب كرة قدم أمريكية أمريكي، ولد في 20 يناير 1945 في ثيبودوكس في الولايات المتحدة.

## وصلات خارجية
- توم روسيل على موقع مرجع كرة القدم المحترفة.كوم (الإنجليزية)